# Кумарівська сільська рада (Врадіївський район)
Кумарі́вська сільська́ ра́да — колишній орган місцевого самоврядування у Врадіївському районі Миколаївської області. Адміністративний центр — село Кумарі.

## Загальні відомості
- Населення ради: 588 осіб (станом на 2001 рік)

## Населені пункти
Сільській раді підпорядковані населені пункти:
- с. Кумарі

## Склад ради
Рада складалася з 12 депутатів та голови.
- Голова ради: Гортовенко Сергій Петрович
- Секретар ради: Ковальчук Наталія Віталіївна

### Керівний склад попередніх скликань
| ПІБ                        | Основні відомості                                                                                   | Дата обрання | Дата звільнення |
| -------------------------- | --------------------------------------------------------------------------------------------------- | ------------ | --------------- |
| Гортовенко Сергій Петрович | Сільський голова, 1972 року народження, освіта вища, член Партії промисловців і підприємців України | 26.03.2006   | 31.10.2010      |
| Гортовенко Сергій Петрович | Сільський голова, 1972 року народження, освіта вища, безпартійний                                   | 31.10.2010   |                 |

Примітка: таблиця складена за даними сайту Верховної Ради України

## Населення
Згідно з переписом УРСР 1989 року чисельність наявного населення села становила 751 особа, з яких 330 чоловіків та 421 жінка.
За переписом населення України 2001 року в селі мешкало 588 осіб.

### Мова
Розподіл населення за рідною мовою за даними перепису 2001 року:
| Мова       | Відсоток |
| ---------- | -------- |
| українська | 95,58 %  |
| російська  | 3,23 %   |
| молдовська | 1,19 %   |